# 夜光性アミューズ
夜光性アミューズ（やこうせいアミューズ）は、日本の女性アイドルグループ。imaginate所属。同社所属アイドルグループにより構成されるHEROINESの一員でもある。ヒロインズリーグは2024年6月現在1部。所属レーベルはCROSS SIDE MUSIC。2021年結成。通称「よるあみ」。

## 概要
キャッチフレーズは「夜に煌めくテーマパーク 眠れぬアナタをご招待」。グループ名の「夜光性」は「夜行性」と「夜に光る」を掛けている。
2019年冬、YouTuberのみぽたぽたがアイドルグループで活動しようと決め、仲が良いふてこを誘ったことがスタート。この二人に同じくYouTuberの神楽ひなこ、元アイドルの白空こあい、炎谷莉奈が加わり2021年4月デビュー。デビュー時点での総フォロワー数は200万を超えている。
2022年8月、新メンバー・柊ききが加入。TOKYO DOME CITY HALLでのライブに向けたビラ配りの姿が週刊プレイボーイ編集部の目に止まりグラビアデビューを果たした。

## 略歴
2021年
- 3月17日、グループ始動。
- 3月20日 - 24日、公式Twitterでメンバー5人を発表。
- 4月17日、デビューLIVE「Night Parade」（Zepp Haneda(TOKYO)）開催[4]。なお、5月1日にZepp Namba(OSAKA)で開催予定のライブは延期となった[5]。
- 8月4日 - 13日、初の東名阪ツアー「Twilight Magic」開催予定だったが、メンバーが新型コロナウイルス感染症に感染したため延期[6]。
- 9月5日、「Night Parade」Zepp Namba(OSAKA)振替公演開催。
- 9月25日 - 10月8日、延期となっていた「Twilight Magic」開催。

2022年
- 4月17日、1st ANNIVERSARY LIVE「NIGHT CARNIVAL」（新宿ReNY）開催。
- アルバム『夜光性イントロデュース』配信リリース[7]。
- 7月23日 - 8月11日、夜光性アミューズ 東名阪ツアー2022「NIGHT CRISIS」開催。
- 8月10日、柊きき加入発表[8]。
- 8月18日、「NIGHT CRISIS〜Final〜」（神田スクエアホール）にて柊ききお披露目。
- 11月3日 - 12月18日、初の全国ツアー「NIGHT CRUISE」（東京、名古屋、大阪、金沢、札幌、那覇、福岡、仙台）開催。ツアーファイナルはTOKYO DOME CITY HALL

2023年
- 10月16日、新メンバーオーディションvol.2を開催。
- 12月26日、翌年3月15日をもって神楽ひなこが卒業することを発表[9]。

2024年
- 3月15日、神楽ひなこ卒業。
- 4月1日、麗星あられ加入発表[10]。
- 4月4日、「NIGHT PARADE~3rd Anniversary LIVE~」（Zepp Namba(OSAKA)）にて麗星あられお披露目。
- 4月9日、柊ききの一時活動休止発表発表[11]。
- 4月10日、LADYBABYより神黎ミアがサポートメンバーとして加入することを発表[12]。
- 4月17日、「NIGHT PARADE~3rd Anniversary LIVE~」（Zepp Haneda(TOKYO)）にて神黎ミアお披露目。
- 5月5日、「HEROINES FES」動員および観客投票で4位となり、6月から始まるヒロインズリーグでは1部に所属。
- 5月7日、柊ききが6月中旬より活動再開、および神黎ミアが8月末までサポートメンバーとして活動することを発表[13]。
- 6月11日、「HEROINES LEAGUE I」（EX THEATER ROPPONGI）にて柊きき復帰[14]。柊ききから一時的に引き継ぐかたちで緑色担当であった神黎ミアのメンバーカラーがピンクに設定された。
- 7月6日、EX THEATER ROPPONGIにて初の主催対バンイベント『YORU-FES』の第1回を開催。自身含め20グループが出演[15]。東名阪ツアー「SUMMER TOUR 2024 『NIGHT WONDER』」の開催及び、10月5日のLINE CUBE SHIBUYAワンマン開催を発表[16]。
- 8月5日 - 8月30日、東名阪ツアー「SUMMER TOUR 2024 『NIGHT WONDER』」を開催。5日名古屋、28日大阪、30日のツアーファイナル東京はSpotify O-WEST[17]。
- 8月31日、この日出演のライブをもって神黎ミアのサポート期間が終了、6人体制となる。
- 10月5日、LINE CUBE SHIBUYAでワンマンライブ｢NIGHT THEATER｣を開催[18]。
- 11月29日、麗星あられに重大な契約違反があったとして、同日付での脱退を発表。5人体制となる[19]。

2025年
- 4月16日、4周年記念ワンマンライブ『NIGHT PARADE 2025』（豊洲PIT）にて柊ききが卒業。水萌しゅる、琴音ふりるが加入。
- 6月27日、Zepp DiverCityにて開催『FICTIONAL PARADE』にて紬希なこが加入される事が発表。

## メンバー

### 現メンバー
| 名前                      | 誕生日   | メンバーカラー テーマ   | 備考                                                                    |
| ------------------------- | -------- | ----------------------- | ----------------------------------------------------------------------- |
| みぽたぽた                | 5月11日  | 水色 メリーゴーランド   | 元ヘンジンマジメ（YouTuberグループ）、GROVE所属                         |
| 白空 こあい はくう こあい | 10月23日 | 白色 イースター         | 元ぜんぶ君のせいだ。（咎憐无）、PEDIOPHOBIA（こあい） GILTY × GILTY兼任 |
| ふてこ                    | 6月20日  | 紫色 サーカス           | GROVE所属                                                               |
| 炎谷 莉奈 ぬくたに りな   | 4月20日  | 赤色 ジェットコースター | 元NMB48（小林莉奈）                                                     |
| 水萌 しゅる みなも しゅる | 9月21日  | ピンク色 観覧車         | 2025年4月16日加入。 元SKE48（水野愛理）                                 |
| 琴音 ふりる ことね ふりる | 2月8日   | 黄色 バイキング         | 2025年4月16日加入。 元iLiFE!候補生                                      |
| 紬希 なこ つくしなこ      | 2月24日  | 緑色 ゴーストハウス     | 2025年6月27日加入。                                                     |

### 旧メンバー
| 名前                        | 誕生日  | メンバーカラー | 備考 | 活動終了日     |
| --------------------------- | ------- | -------------- | --- | -------------- |
| 神楽 ひなこ かぐら ひなこ   | 8月22日 | ピンク         | ミスiD2021ファイナリスト                                                                                          | 2024年3月15日  |
| 神黎 ミア かんれい みあ     | 5月27日 | 緑色 ピンク    | LADYBABYメンバー 2024年4月10日、サポートメンバーとして加入 2024年6月11日、メンバーカラーがピンクに設定される      | 2024年8月31日  |
| 麗星 あられ うらぼし あられ | 7月19日 | 黄色           | 2024年4月1日加入                                                                                                  | 2024年11月29日 |
| 柊 きき ひいらぎ きき       | 5月26日 | 緑色           | 2022年8月18日加入。2024年4月9日から6月10日まで活動休止 ふうか（シュレーディンガーの犬、元まねきケチャ）は双子の姉 | 2025年4月16日  |

## 作品

### シングル
| # | 発売日        | タイトル                   | 収録曲                        | 備考     |
| - | ------------- | -------------------------- | ----------------------------- | -------- |
| 1 | 2021年4月30日 | N.P.C                      | 1. N.P.C                      | 配信限定 |
| 2 | 2021年5月20日 | まっしぐら恋心             | 1. まっしぐら恋心             | 配信限定 |
| 3 | 2021年5月29日 | えっと干支がーる           | 1. えっと干支がーる           | 配信限定 |
| 4 | 2021年7月21日 | エキゾチックテレパシー     | 1. エキゾチックテレパシー     | 配信限定 |
| 5 | 2022年6月30日 | サディスティック・スイーツ | 1. サディスティック・スイーツ | 配信限定 |
| 6 | 2022年7月25日 | らぶめろでぃ               | 1. らぶめろでぃ               | 配信限定 |

### アルバム
| # | 発売日        | タイトル               | 収録曲 | 備考     |
| - | ------------- | ---------------------- | --- | -------- |
| 1 | 2022年6月11日 | 夜光性イントロデュース | 1. 夜光性イントロデュース 2. ネオンライトセンセーション 3. スタイリーナイト・ダンス 4. CALL MY NAME 5. 百鬼夜光 6. 溺愛失調症 7. もしかして探し 8. ワルレジョナー 9. タイムストレッチ                                | 配信限定 |
| 2 | 2025年4月16日 | NIGHT AMUSE            | 1. 夜光性イントロデュース 2. N.P.C 3. まっしぐら恋心 4. エキゾチックテレパシー 5. ヘッドライナーガール 6. DENPA DANCE 7. トワイライトアドベンチャー 8. HappyNight,HappyLand 9. ファンシーポップコーン 10. はにトラ!? | 配信限定 |